# Hôtel des deux mondes
 (novembre 2022).
Il peut être nécessaire de l'améliorer pour respecter le principe de neutralité de point de vue. Veuillez consulter la page de discussion pour plus de détails.

Pour les articles homonymes, voir Deux mondes.
Hôtel des deux mondes est une pièce de théâtre de l'auteur franco-belge Éric-Emmanuel Schmitt, créée en 1999 au Théâtre Marigny et reprise au Théâtre Rive gauche en 2017, cette pièce est constamment jouée par les compagnies de théâtre professionnelles et amateurs depuis sa création. En 2007 la compagnie Théâtre du Torrent (Annemasse) a obtenu pour cette pièce le prix Masque d'or.

## Présentation
Les clients vivent dans le cadre de ce qui ressemble à un hôtel, mais où ils sont escortés par un homme et une femme en blouse blanche. Ils ne savent pas comment ils sont arrivés, ni quand ils repartiront par l'ascenseur, ni même où les mènera cet ascenseur. Le docteur S. accompagne de manière énigmatique les clients.
Comme l'auteur, le docteur est celui qui fait entrer et sortir les personnages, sait tout sur eux et refuse de leur dire ce qu'il sait. Dans la pièce, le docteur S. avoue que son pouvoir se limite à l'hôtel (la fiction, la scène de théâtre), et ne s'étend pas sur la Terre (la réalité).

## Fiche technique
Au Théâtre Marigny, 1999
- Metteur en scène : Daniel Roussel
- Décors : Philippe Miesch
- Lumière : Franck Thévenon
- Costumes : Sophie Perez
- Musique et son : Didier Beaudet

Au Théâtre Rive gauche, 2017
- Metteur en scène : Anne Bourgeois
- Assistée de Sonia Sariel
- Scénographie : Stéfanie Jarre
- Lumière : Jacques Rouveyrollis
- Costumes : Nathalie Chevalier
- Musique et son : Jacques Cassard

## Distribution
Au Théâtre Marigny, 1999
- Jean-Yves Berteloot, puis Pierre Cassignard : Julien Portal
- Rufus, puis Bernard Haller: le Mage
- Bernard Dhéran : Le Président
- Catherine Arditi : Marie
- Viktor Lazlo, puis Francine Bergé : Le Docteur S.
- Laurence Côte, puis Anne Consigny : Laura

Au Théâtre Rive gauche, 2017
- Davy Sardou : Julien Portal
- Jean-Paul Farré : le Mage
- Jean-Jacques Moreau : Le Président
- Michèle Garcia : Marie
- Odile Cohen : Le Docteur S.
- Noémie Elbaz : Laura

## Récompenses
La pièce a reçu sept nominations aux Molières 2000.

## Éditions
Édition imprimée originale
- Éric-Emmanuel Schmitt, Hôtel des deux mondes : [Paris, Théâtre Marigny, 23 septembre 1999], Paris, éd. Albin Michel, 1er septembre 1999, 188 p., 20 cm (ISBN 2-226-10962-5).

Édition imprimée
- Éric-Emmanuel Schmitt, Hôtel des deux mondes, Paris, éd. Albin Michel, 11 janvier 2017, 192 p., 130mm x 200mm (ISBN 978-2-226-39626-6 et 2-226-39626-8).

Édition imprimée au format de poche
- Éric-Emmanuel Schmitt, Théâtre tome 3 Frederick, Hôtel des deux mondes, Petits crimes conjugaux, Paris, Librairie générale française, coll. « Le Livre de poche », 6 septembre 2006, 122 p., 11cm x 18cm (ISBN 2-253-11753-6).

Édition scolaire annotée
- Éric-Emmanuel Schmitt, Hôtel des deux mondes, Paris, Magnard, coll. « Classiques & Contemporains » (no 157), 10 juin 2015, 160 p. (ISBN 978-2-210-74346-5).

Captation
- Éric-Emmanuel Schmitt, Hôtel des deux mondes, Chambray-lès-Tours, Copat, 1er octobre 2002. Support : 1 DVD ; durée : 2 h 0 min environ ; ASIN : B00006A71K.